# CHST14
CHST14‏ (Carbohydrate sulfotransferase 14) هوَ بروتين يُشَفر بواسطة جين CHST14 في الإنسان.